# De Resident
De Resident is een gebied in de binnenstad van Den Haag. In de jaren negentig van de 20e eeuw werd besloten dit gebied te ontwikkelen door een internationaal team van architecten op de basis van het stedenbouwkundig ontwerp door het bureau van Rob Krier. De Resident ligt in de buurt Uilebomen, die op zijn beurt weer in de Rivierenbuurt ligt. Het gebied van De Resident wordt omsloten door de Turfmarkt, Fluwelen Burgwal, Herengracht, Wijnhaven en Zwarteweg. Het vormt de schakel tussen de laagbouw van het historische centrum en de hoogbouw rond station Den Haag Centraal. 

## Omschrijving
De Resident is een mengelmoes van woningen, kantoren en enige horecavoorzieningen. Het Muzenplein vormt het hart van de Resident en wordt in het zuidwesten begrensd door de Muzentoren. Andere gebouwen in het gebied zijn de Zurichtoren, Rijkskantoor De Resident, Helicon en Castalia. Direct naast De Resident bevinden zich de Hoftoren en het Rijkskantoor Rijnstraat 8.
Het gros van de kantoren is in gebruik door ministeries van de Rijksoverheid. Zo zijn het ministerie van Sociale Zaken en Werkgelegenheid en het ministerie van Volksgezondheid, Welzijn en Sport verspreid over Helicon en Castalia. De Zurich- en Muzentoren zijn de twee torens in het gebied welke door bedrijven anders dan de Rijksoverheid worden gehuurd. Zo wordt de Zurichtoren gehuurd door onder meer de Autoriteit Consument en Markt, de Algemene Bestuursdienst, verzekeringsmaatschappij Zurich en Regus. De Muzentoren huisvest kleinere bedrijven en instanties.

## Geschiedenis

### Voor 1900

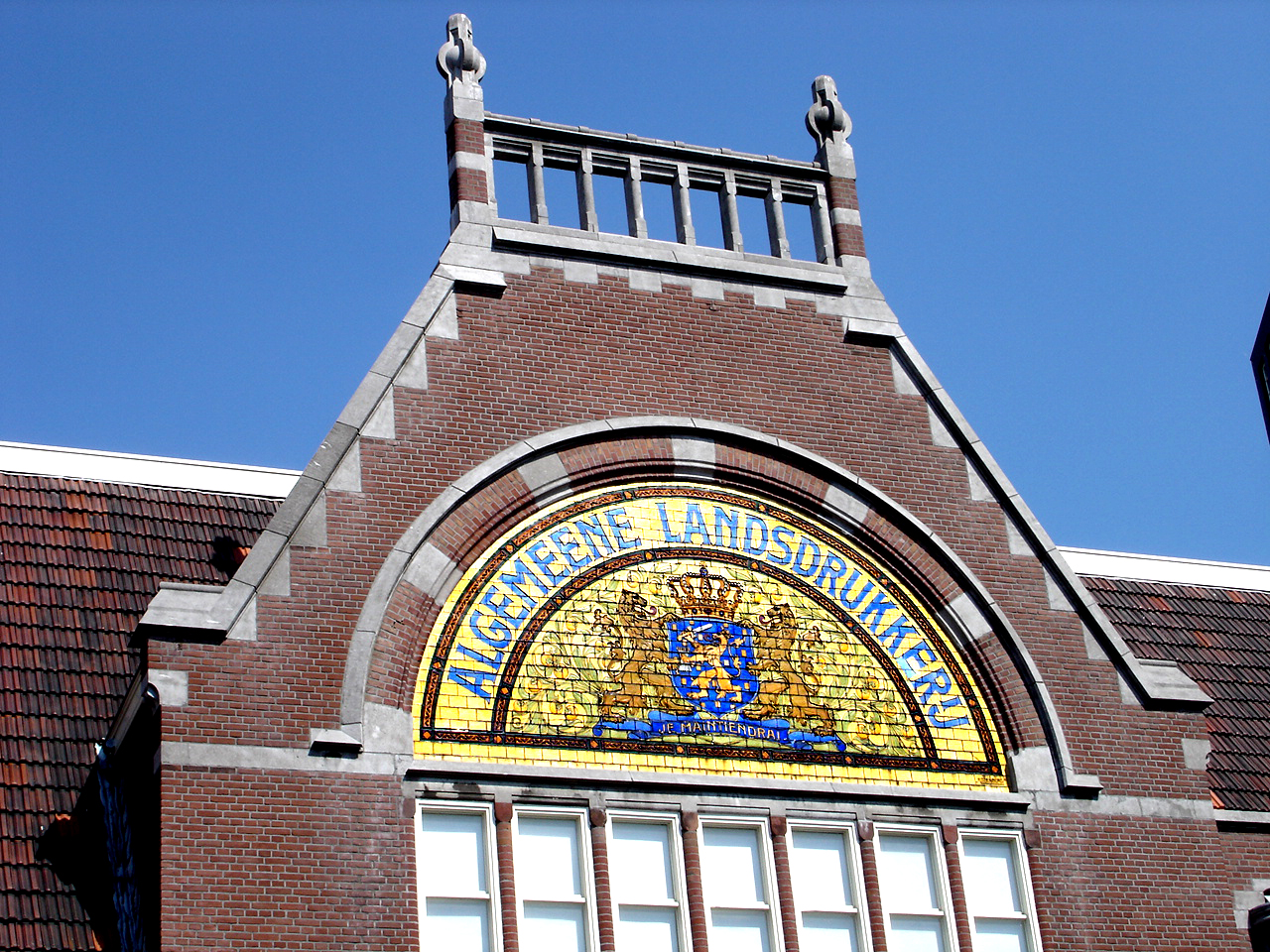
Gevelsteen van de Lands- of Staatsdrukkerij (SDU) aan de Fluwelen Burgwal

Het gebied van De Resident werd ongeveer vanaf de late jaren 1820 ontwikkeld. Daarvoor vormde de Fluwelen Burgwal de grens van de stad Den Haag. Hier stond onder meer tussen 1782 en 1829 de Amerikaanse Ambassade en verschillende logementen van steden in Holland, zoals Gorinchem en Schoonhoven. Het water dat de stad Den Haag begrensde van buitenaf, de Pauwengracht werd in 1858 gedempt, waardoor er verdere ruimte voor ontwikkeling ontstond.
In 1812 wordt tegenover de Fluwelen Burgwal het Militair Hospitaal gebouwd, in opdracht van Napoleon Bonaparte.
In 1828 streek de Staatsdrukkerij neer op het terrein wat later De Resident zou worden. In 1910 breidt de drukkerij zich uit binnen het kavel. Na 136 jaar vertrekt SDU in 1964 uit het gebied, waardoor er een groot stuk grond vrij komt te liggen.
In 1870 werd het station Den Haag Staatsspoor geopend, wat het startschot betekende voor grootschalige stedelijke ontwikkeling tussen de Fluwelen Burgwal en de Koekamp. De Muzenstraat werd voor het eerst vermeld in 1874 en was genoemd naar de kunstnijverheid die plaatsvond in het Gebouw voor Kunst en Wetenschappen.

### Plannen voor vernieuwing

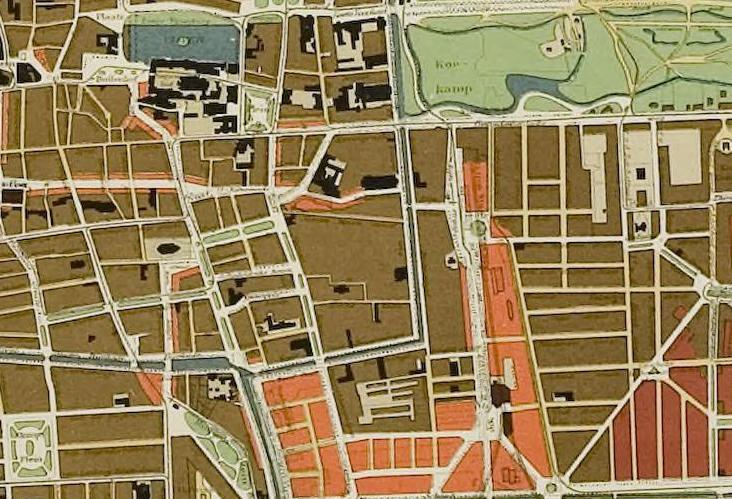
Plan Berlage rond de Koekamp. SDU en het Militair Hospitaal zijn zichtbaar in het zwart op het kavel was later De Resident zou worden.

In 1908 kwam architect H.P. Berlage met het voorstel om een nieuw stadhuis te bouwen aan de Turfmarkt. Er komt weinig van terecht; de Eerste Wereldoorlog gooit roet in het eten, waardoor er van het plan uiteindelijk alleen een meubelzaak wordt gerealiseerd.
Op 7 januari 1946 komt er een voorstel van de architect Willem Marinus Dudok naar voren. Het Herbouwplan Bezuidenhout-Spui kent als centrale punt het te verwezenlijken Plein 1945, waar een vijftal ministeries en de Tweede Kamer zich zouden bevinden. Dit plan bevatte een groot aantal parkways en statige bouwwerken. Een aantal architecten ageert zich tegen de visie van Dudok en stellen hun eigen plan op. In 1953 verschijnt dit plan voor het gebied met als titel Plan 2000.
De gemeente Den Haag presenteerde in 1958 de Verordening Houtmarkt-Turfmarkt, waarin een voorstel wordt gedaan om het hele gebied aldaar te slopen en vervangen met kantoren en een schouwburg. De ontwerpopdracht wordt aan particulieren overgelaten, waardoor uiteindelijk projectontwikkelaar Reinder Zwolsman aan de gemeenteraad een voorstel doet om een ontwerpplan van de Italiaanse architect Pier Luigi Nervi te kiezen. Dit plan Nervi bestond uit veel hoge torens, met onder meer een 140 meter hoge toren voor tegenover de Nieuwe Kerk. Het plan stuit op veel tegenslag en moet uiteindelijk flink worden bijgeschaafd.

### Sloop en nieuwbouw
In 1970 werd er een nieuw stedenbouwkundig plan opgezet door Lucas & Niemeyer, onder de titel De Nieuwe Haagse Hout. Dit is weer gebaseerd op de eerdere plannen van Pier Luigi Nervi en deels geïnspireerd door de plannen van Hoog Catharijne in Utrecht. Onderdeel van deze plannen waren de gebouwen voor het Ministerie van Binnenlandse Zaken (1974) en Justitie (1978), alsook het Transitorium (1975).  Al deze drie torens werden op eenzelfde manier gebouwd, met een jackblocksysteem. Met de bouw van het Transitorium werd al begonnen in 1967, nadat in 1964 het Gebouw voor Kunsten en Wetenschappen wat eerder op de locatie stond tot de grond toe afbrandde.
In 1972 wordt door de gemeente Den Haag aangekondigd om deze aangepaste variant van het Plan Nervi door te laten gaan.
In 1974 werd begonnen met de sloop van het Militair Hospitaal, dat reeds vier jaar eerder was gesloten.

### Plan Krier
Eind 1978 wordt er een voorstel gedaan om op het kavel waar zich heden ten dage De Resident bevindt een nieuw ministeriegebouw neer te zetten voor Landbouw en Visserij, afgekort LaVi. Hiervoor wordt vanuit de gemeente Den Haag uiteindelijk een keuze gemaakt tussen Carel Weeber, Wim Quist of Herman Hertzberger als overziend stedenbouwkundige, niet alleen voor het LaVi-kavel, maar het hele Spuikwartier. De drie krijgen in 1979 de opdracht om ieder voor zich een plan op te stellen voor het gebied, zodat de gemeente in 1981 een uiteindelijke keuze kan maken. Deze keuze valt op Carel Weeber, vanwege de lage kosten verbonden aan zijn plan. Het LaVi-kavel valt echter hierdoor buiten het plangebied, waardoor er geen ontwikkeling plaatsvindt op het terrein. 
Voor het gebied worden nieuwe architecten aangesteld om een masterplan te maken. Nadat Norman Foster en Rem Koolhaas afvielen werd in 1988 de Luxemburgse architect Rob Krier aangesteld om een masterplan voor het gebied op te stellen. Dit eerste plan had onder meer een nieuw, door Krier ontworpen Centraal Station en kende veel lange boulevards en een winkelcentrum overeenkomstig de Haagse Passage. Dit oorspronkelijke plan werd niet uitgevoerd, ook omdat het buiten het plangebied viel. Echter werd Krier wel gevraagd om het LaVi-Kavel verder te ontwerpen. Zijn uiteindelijke visie werd in 1993 goedgekeurd door de Haagse gemeenteraad, waarbij er ook partijen voor de financiële kant van het project waren gevonden: MAB en het Bouwfonds. Het LaVi-kavel kreeg hierbij ook een nieuwe naam: De Resident. 
Krier stelde op zijn beurt weer architecten aan om te werken aan het project, dit gebeurde aan de hand van een aantal workshops. Er werden voornamelijk grote internationale architecten aangesteld voor het ontwerp van de gebouwen van de Resident, zoals Adolfo Natalini, Cesar Pelli en Michael Graves. Van Nederlandse bodem werden onder andere Sjoerd Soeters, Scala Architecten, Dirrix Van Wylick, Gunnar Daan en Karelse Van der Meer aangesteld.
In het voorjaar van 1994 werd begonnen met de bouw van De Resident. Kosten werden begroot op ƒ450 miljoen (omgerekend zo'n €204 miljoen) en het project moest in 1998 klaar zijn. De datum van 1998 werd niet gehaald, de eerste gebouwen openden rond het jaar 2000. Uiteindelijk werd de bouw rond 2007 afgerond, hoewel er naderhand nog een aantal wijzigingen plaats hebben gevonden wat betreft inrichting van de openbare ruimte.

## Architectuur
De Resident valt hoofdzakelijk te rekenen als voorbeeld van het postmodernisme welke qua vormentaal zou moeten aansluiten op de architectuur van de binnenstad van Den Haag. De architectuur van de gebouwen verwijst soms naar Hollandse en/of Haagse elementen uit de architectuur; zo verwijzen de puntdaken van Castalia naar Zaanse huisjes of Hollandse grachtenpanden en verwijzen de rode bakstenen en witte lijsten in Helicon naar de architectuur van Den Haag. Voor het ontwerp van de Zurichtoren liet architect Cesar Pelli zich onder andere inspireren door de overhangende daken van de Amsterdamse school.
Voor de beeldvorming maakte Krier gebruik van de needle strategy. Deze strategie houdt in dat het gros van de bebouwing ongeveer 5 of 6 bouwlagen hoog is, met enkele hoge torens als naalden op strategische plekken worden geplaatst. Zoiets is later ook toegepast in de opzet van de wijk Ypenburg door Christian Rapp, ook in Den Haag.

### Bijnamen
Door de soms opvallende vormen van de gebouwen zijn er verschillende bijnamen voor bedacht. Zo heeft Castalia als bijnaam de Haagse Tieten vanwege de twee puntdaken. De Zurichtoren wordt soms aangeduid als de Citruspers. Architect Michael Graves heeft over de bijnaam van 'zijn' gebouw Castalia gezegd: ‘Beter een bijnaam, dan een anoniem karakterloos gebouw.’

### Onderscheidingen
Het project won meerdere prijzen, waaronder de Nieuwe Stad Prijs in 2002 en de FIABCI Prix d'Excellence in 2003.

## Galerij

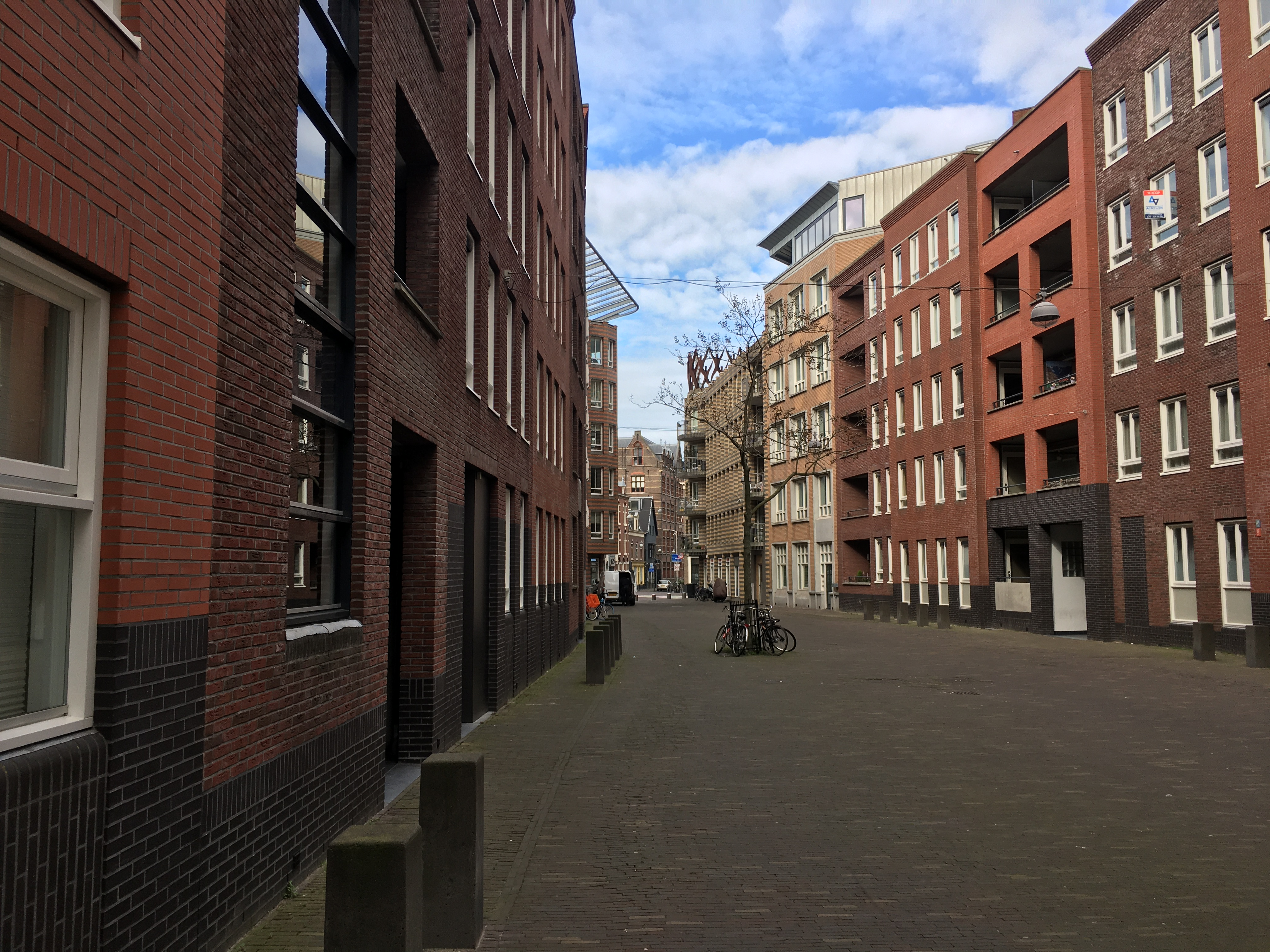
De Calilopestraat, gezien vanaf het Muzenplein
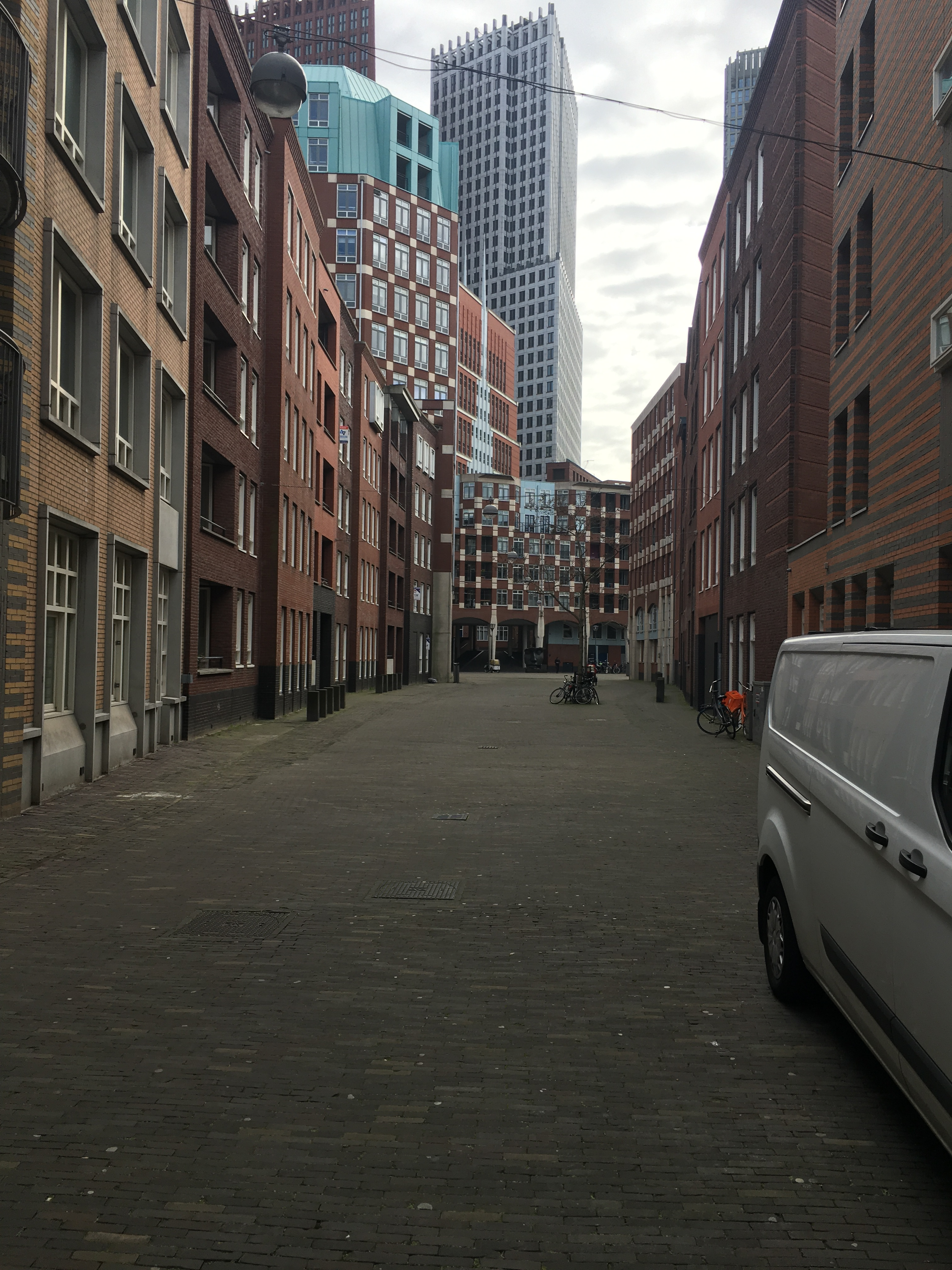
De Calilopestraat, gezien vanaf de Korte Poten
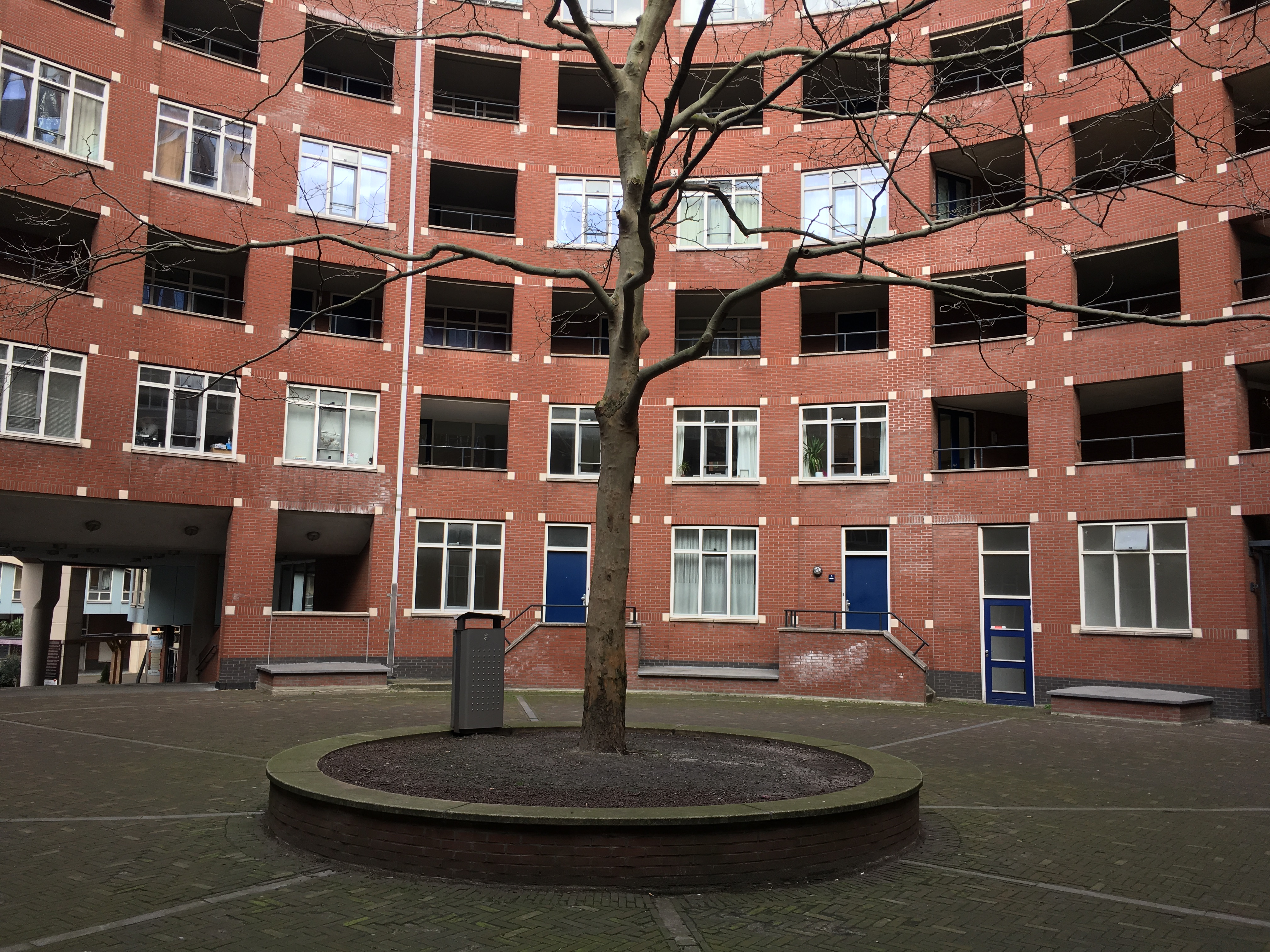
Het Clioplein
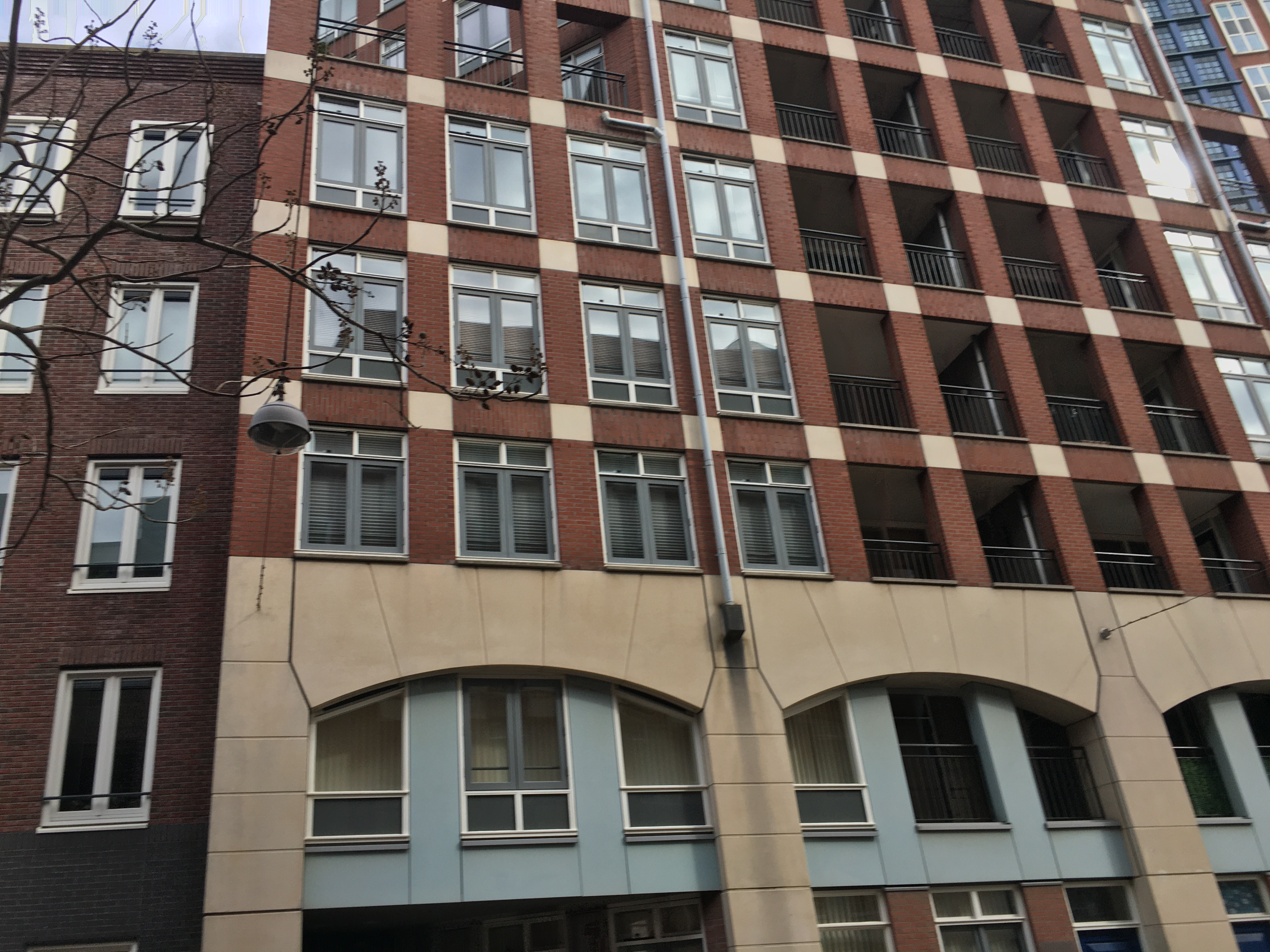
Gevels aan de Muzenstraat
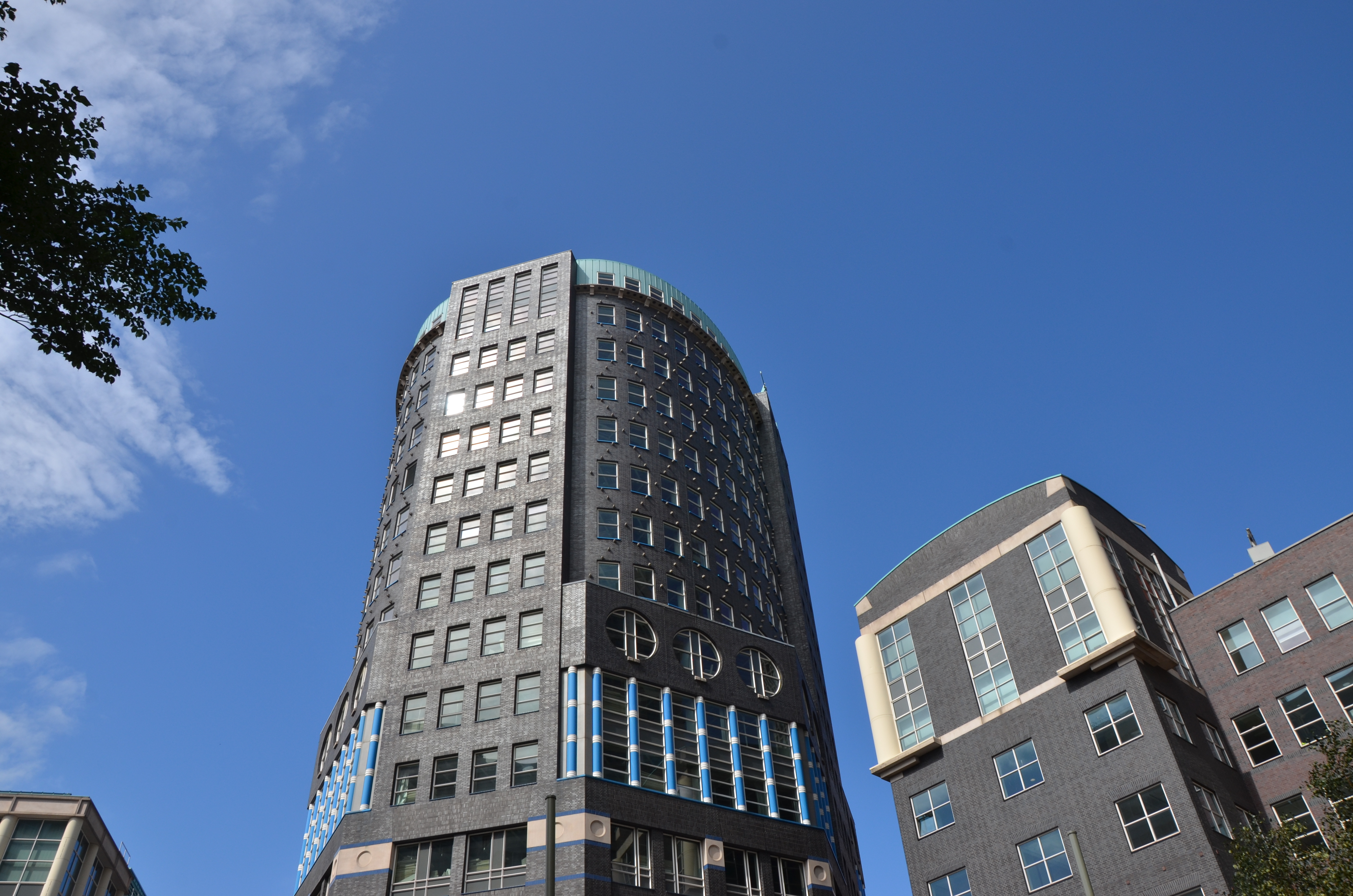
De Muzentoren